# یوسبا آلبیزو
یوسبا آلبیزو (اسپانیایی: Joseba Albizu‎؛ زادهٔ ۶ ژوئیهٔ ۱۹۷۸) دوچرخه‌سوار اهل اسپانیا است.